# Luis Bedoya Giraldo
Luis Herberto Bedoya Giraldo (Pereira, 18 de septiembre de 1959) es un economista y exdirigente deportivo colombiano que se desempeñó como presidente de la Federación Colombiana de Fútbol desde el 2006 hasta el 2015. También fue nombrado vicepresidente de la CONMEBOL en el 63° Congreso de la Institución realizada en 2013 en Asunción, Paraguay. 
Fue hallado culpable, luego de entregarse voluntariamente de un aparatoso caso de corrupción dentro de la esfera de la FIFA. En mayo de 2016 fue suspendido de por vida por FIFA de toda actividad que involucre al fútbol a causa de estas actividades delictivas que involucran al ente máximo del fútbol en el mundo.

## Biografía

### Primeros años
Nació en Pereira en 1959. Aunque entró a estudiar Economía en la Universidad Central de Bogotá, en 1979 regresó, junto con su mamá Ligia Giraldo y sus dos hermanos menores, a estudiar en su ciudad natal en la Universidad Católica de Pereira.
Su madre era peluquera y se había separado de su papá cuando Bedoya era muy joven por lo que él tuvo que conseguirse varios trabajos para pagarse la carrera.

### Carrera en el fútbol
Los primeros pasos de su vida en el fútbol los dio antes de graduarse. En 1986, cuando en Pereira se celebraba el Campeonato Sudamericano Sub-20, Bedoya logró colarse en la Sede para apoyar al comité organizador. Fue allí donde logró llamar la atención del que se convertiría en el padrino de su carrera en el fútbol: Jorge Correa Pastrana, un veterano del mundo del fútbol que tuvo una larga carrera como presidente de la Dimayor.
De la mano de Correa, Bedoya logró un rápido ascenso en esa institución. En 1987 lo contrataron como coordinador de los derechos de transmisión de los partidos por parte de las emisoras y encargado de las acreditaciones a la prensa. Dos años después, fue nombrado secretario, luego gerente y finalmente en el 2002, presidente de la División Mayor del Fútbol Colombiano. A su cargo quedaron los presidentes de los 36 clubes y las 32 ligas de fútbol profesional colombiano y se ganó la autoridad y el respeto para representarlos.
Con su apoyo, que mantuvo unánime en su momento, logró pasar cuatro años después a la Federación Colombiana de Fútbol. Esas habilidades en su manejo de relaciones lograron darle la Vicepresidencia de la Confederación Sudamericana de Fútbol en el 63° Congreso de la Institución realizada en 2013 en Asunción, Paraguay. Durante su presidencia reorganizó al equipo profesional de fútbol y logró la clasificación del país al Mundial de Brasil de 2014, a la vez que obtuvo los patrocinios de importante empresas como Chevrolet, Homecenter, Movistar, Bancolombia, Procter & Gamble, Pacific Rubiales, Golty, Efecty, Allianz, Cerveza Águila, Adidas y Caracol Televisión.
Renunció a la presidencia de la Federación en noviembre de 2015, siendo reemplazado interinamente por Ramón Jesurún, que más adelante sería ratificado en el cargo. También fue, entre agosto de 2014 y noviembre de 2015, representante de la Conmebol en el Comité Ejecutivo de la FIFA, donde estaba en reemplazo del paraguayo Eugenio Figueredo.
Inmediatamente tras renunciar a la Federación, viajó a Estados Unidos y se entregó al FBI al saber que estaba en la lista de personas buscadas por el escándalo de corrupción de la FIFA en Sudamérica. Se declaró culpable de dos cargos por fraude en transferencia bancaria y conspiración de soborno, a la vez que entregó bienes y dinero a la justicia estadounidense.